# San Teodoro, Olbia-Tempio
San Teodoro är en ort och kommun i provinsen Sassari i regionen Sardinien i Italien. Kommunen hade 5 010 invånare (2017).